# Étercy
Étercy és un municipi francès situat al departament de l'Alta Savoia i a la regió d'Alvèrnia-Roine-Alps. L'any 2007 tenia 679 habitants.

## Demografia

### Població
El 2007 la població de fet d'Étercy era de 679 persones. Hi havia 225 famílies de les quals 28 eren unipersonals (12 homes vivint sols i 16 dones vivint soles), 64 parelles sense fills, 129 parelles amb fills i 4 famílies monoparentals amb fills.
La població ha evolucionat segons el següent gràfic:
Habitants censats

### Habitatges
El 2007 hi havia 245 habitatges, 227 eren l'habitatge principal de la família, 12 eren segones residències i 5 estaven desocupats. 236 eren cases i 9 eren apartaments. Dels 227 habitatges principals, 212 estaven ocupats pels seus propietaris, 13 estaven llogats i ocupats pels llogaters i 2 estaven cedits a títol gratuït; 1 tenia dues cambres, 19 en tenien tres, 52 en tenien quatre i 155 en tenien cinc o més. 207 habitatges disposaven pel capbaix d'una plaça de pàrquing. A 52 habitatges hi havia un automòbil i a 162 n'hi havia dos o més.

### Piràmide de població
La piràmide de població per edats i sexe el 2009 era:
| Homes | Edats   | Dones |
| ----- | ------- | ----- |
| 0     | 95 o +  | 0     |
| 0     | 90 a 94 | 0     |
| 4     | 85 a 89 | 0     |
| 0     | 80 a 84 | 4     |
| 0     | 75 a 79 | 4     |
| 12    | 70 a 74 | 16    |
| 8     | 65 a 69 | 4     |
| 0     | 60 a 64 | 4     |
| 24    | 55 a 59 | 4     |
| 20    | 50 a 54 | 20    |
| 36    | 45 a 49 | 28    |
| 36    | 40 a 44 | 40    |
| 24    | 35 a 39 | 20    |
| 44    | 30 a 34 | 32    |
| 20    | 25 a 29 | 12    |
| 20    | 20 a 24 | 12    |
| 24    | 15 a 19 | 28    |
| 16    | 10 a 14 | 24    |
| 32    | 5 a 9   | 20    |
| 12    | 0 a 4   | 28    |

## Economia
El 2007 la població en edat de treballar era de 482 persones, 369 eren actives i 113 eren inactives. De les 369 persones actives 349 estaven ocupades (182 homes i 167 dones) i 20 estaven aturades (10 homes i 10 dones). De les 113 persones inactives 32 estaven jubilades, 54 estaven estudiant i 27 estaven classificades com a «altres inactius».

### Ingressos
El 2009 a Étercy hi havia 228 unitats fiscals que integraven 681 persones, la mediana anual d'ingressos fiscals per persona era de 22.693,5 €.

### Activitats econòmiques
Dels 17 establiments que hi havia el 2007, 7 eren d'empreses de construcció, 3 d'empreses de comerç i reparació d'automòbils, 1 d'una empresa de transport, 1 d'una empresa d'informació i comunicació, 1 d'una empresa financera i 4 d'empreses de serveis.
Dels 7 establiments de servei als particulars que hi havia el 2009, 1 era un paleta, 1 fusteria, 3 lampisteries i 2 electricistes.
L'any 2000 a Étercy hi havia 12 explotacions agrícoles que ocupaven un total de 301 hectàrees.

## Equipaments sanitaris i escolars
El 2009 hi havia una escola elemental.

## Poblacions més properes
El següent diagrama mostra les poblacions més properes.